# サーフ ブンガク カマクラ (完全版)
『サーフ ブンガク カマクラ（完全版）』は、日本のロックバンド、ASIAN KUNG-FU GENERATIONの11thフルアルバム。2023年7月5日にキューンレコードから発売。

## 概要
- 前作『プラネットフォークス』から1年3ヶ月ぶりのリリース。2008年リリースのアルバム『サーフ ブンガク カマクラ』の続編となる。
- 全曲の曲名に江ノ島電鉄の駅名が冠され、前作では全15駅中10駅が収録されていた。今作は15年の時を経て、残り5駅の新曲を新たに加え、当時の10曲も再録して収録。全15駅の楽曲を収録した本アルバムは、”完全版”と呼ぶにふさわしい作品となっている[1]。曲順も前作と異なり、実際の江ノ島電鉄の駅順（藤沢駅〜鎌倉駅）となっている。
- 前作は最初から10曲くらいをイメージしており、駅名の問題（湘南海岸公園、鎌倉高校前）や、作曲のイメージがしづらい（石上、柳小路）駅は制作されなかった。今作では、湘南海岸公園駅は西方駅、鎌倉高校前駅は日坂駅という旧駅名が採用されている[2]。
- 前作は一発録りの収録だったが、今作はしっかりとしたスタジオワークでサウンドを作り込んでいる。後藤曰く「デモと本番みたいな関係性になるかもしれない」とのこと[2]。
- 追加収録5曲のうち、柳小路パラレルユニバースと日坂ダウンヒルがシングルのC/Wとして先行リリースされていた。
- 初回生産限定盤には、アジカンメンバーが楽曲の舞台となる地域を紹介する「サーフ ブンガク カマクラお散歩MAP」、作詞・作曲を手掛けた後藤による楽曲解説が同梱される[3]。
- 同年6月14日より、EP『サーフ ブンガク カマクラ（半カートン）』が先行配信。追加収録曲「石上ヒルズ」「柳小路パラレルユニバース」「西方コーストストーリー」「日坂ダウンヒル」「和田塚ワンダーズ」と、アジカンとも親交のあるバンド・CARAMELMANのカバー楽曲「湘南エレクトロ」の全6曲を収録。「湘南エレクトロ」は配信EPのみで聴くことができる[4]。

## 収録曲
- 全作詞／全作曲：後藤正文、全編曲：ASIAN KUNG-FU GENERATION

| #   | タイトル                     | 作詞 | 作曲・編曲 |
| --- | ---------------------------- | ---- | ---------- |
| 1.  | 「藤沢ルーザー」             |      |            |
| 2.  | 「石上ヒルズ」               |      |            |
| 3.  | 「柳小路パラレルユニバース」 |      |            |
| 4.  | 「鵠沼サーフ」               |      |            |
| 5.  | 「西方コーストストーリー」   |      |            |
| 6.  | 「江ノ島エスカー」           |      |            |
| 7.  | 「腰越クライベイビー」       |      |            |
| 8.  | 「日坂ダウンヒル」           |      |            |
| 9.  | 「七里ヶ浜スカイウォーク」   |      |            |
| 10. | 「稲村ヶ崎ジェーン」         |      |            |
| 11. | 「極楽寺ハートブレイク」     |      |            |
| 12. | 「長谷サンズ」               |      |            |
| 13. | 「由比ヶ浜カイト」           |      |            |
| 14. | 「和田塚ワンダーズ」         |      |            |
| 15. | 「鎌倉グッドバイ」           |      |            |

## 楽曲について
1.「藤沢ルーザー」

2.「石上ヒルズ」
新曲。後藤曰く、「ビバリーヒルズ」みたいに「イシガミヒルズ」と言ってみたかっただけの、ダジャレで作られた曲。
3.「柳小路パラレルユニバース」
『出町柳パラレルユニバース』C/W。
4.「鵠沼サーフ」

5.「西方コーストストーリー」
新曲。後藤曰く「チャコじゃない海岸物語」。サウンドはティーンエイジ・ファンクラブみたいなイメージで作ったとのこと。
MVが制作され、6月16日よりオフィシャルYouTubeチャンネルで公開。俳優の見津賢と祷キララが出演し、制作はフィルムディレクターのイバナオトが手がけた。
コーストストーリーは和訳すると「海岸物語」であり、サザンオールスターズの『チャコの海岸物語』のオマージュである。歌詞には「チャコ」「ミーコ」「ピーナッツ」「烏帽子岩」など、同作のフレーズが登場する。
6.「江ノ島エスカー」
アルバム発売日の7月5日にMVが公開。「西方コーストストーリー」の続編となり、同じくフィルムディレクターのイバナオトが手がけ、俳優の見津賢と祷キララが出演している。
今作のリードトラックであり、原曲の若さに対して、「大人っぽい江の島エスカー」と評している。
7.「腰越クライベイビー」

8.「日坂ダウンヒル」
『宿縁』C/W。山田曰く、サウンド面で今作の基準となっている曲。
9.「七里ヶ浜スカイウォーク」
再録された楽曲では唯一、原曲から歌詞が変更されている。
10.「稲村ヶ崎ジェーン」
原曲と違い、一部喜多のソロパートがある。
11.「極楽寺ハートブレイク」

12.「長谷サンズ」

13.「由比ヶ浜カイト」

14.「和田塚ワンダーズ」
新曲。メンバー曰く「色々経てきたからこそ作れた、今っぽい曲」。
15.「鎌倉グッドバイ」

## 演奏
- 後藤正文：Vocals, Guitar
- 喜多建介：Guitar, Vocals
- 山田貴洋：Bass, Vocals
- 伊地知潔：Drums